# Халфети
Халфети (тур. Halfeti) — город и район в провинции Шанлыурфа (Турция).

## История
Первое известное поселение построено ассирийцами около 800 г. до нашей эры. Позднее греки стали именовать город Урима, а при Византии Ромеон кила (греч. Ρωμαιων Κοιλα).
То, что здесь была греческая крепость, прослеживается в последующих именах — арабском Калат-ал-Рум и турецком Румкале (что и на арабском, и на турецком означает «греческая крепость»). Руины крепости сохранились по сегодняшний день.
Сегодня многие низменные районы затоплены по окончании строительства дамбы в 1999 г.

## Культура
В Халфети сняты 4 сезона (125 серий) сериала "Чёрная роза" (Karagül).